# Södra kolonierna
Södra kolonierna (engelska: Southern Colonies) i Brittiska Nordamerika skapades under 1500- och 1600-talet, och bestod av South Carolina, North Carolina, Maryland, Virginia och Georgia. De skapades ursprungligen under kapplöpningen om kolonier. De utvecklades senare till framgångsrika kolonier, med varor som tobak, indigo, och ris. Med åren blev regionen berömd för sitt slaveri och klassamhälle.